# حرب الخيول السماوية
حرب الخيول السماوية أو حرب هان دايوان كان نزاعًا عسكريًا وقع بين 104 قبل الميلاد و 102 قبل الميلاد بين أسرة هان الصينية والمملكة المعروفة لدى الصينيين باسم دايوان، في وادي فرغانة في أقصى الطرف الشرقي من الإمبراطورية الفارسية السابقة، والآن الجزء الشرقي من أوزبكستان . وكانت النتيجة انتصار هان، والتوسع المؤقت لهيمنتها في عمق آسيا الوسطى. 
تلقى الإمبراطور وو من هان تقارير من الدبلوماسي تشانغ تشيان أن دايوان كانت تمتلك خيولًا طويلة وقوية ("خيول سماوية") يمكن أن تساعد في محاربة شيونغنو . فأرسل الإمبراطور مبعوثين لمسح المنطقة وشراء الخيول. رفضت دايوان الصفقة، مما أدى إلى وفاة أحد سفراء هان، ومصادرة الذهب المرسل كدفعة. لذلك أرسل الهان جيشًا لإخضاع ديوان لكنه فشل، فأرسل الصينيون قوة ثانية أكبر هزمت دايوان، ووضعت نظام حكم تابعاً للهان، وفازت بعدد كافٍ من الخيول لبناء سلاح فرسان قوي بما يكفي لهزيمة شيونغنو في حرب هان شيونغنو.